# Créativité

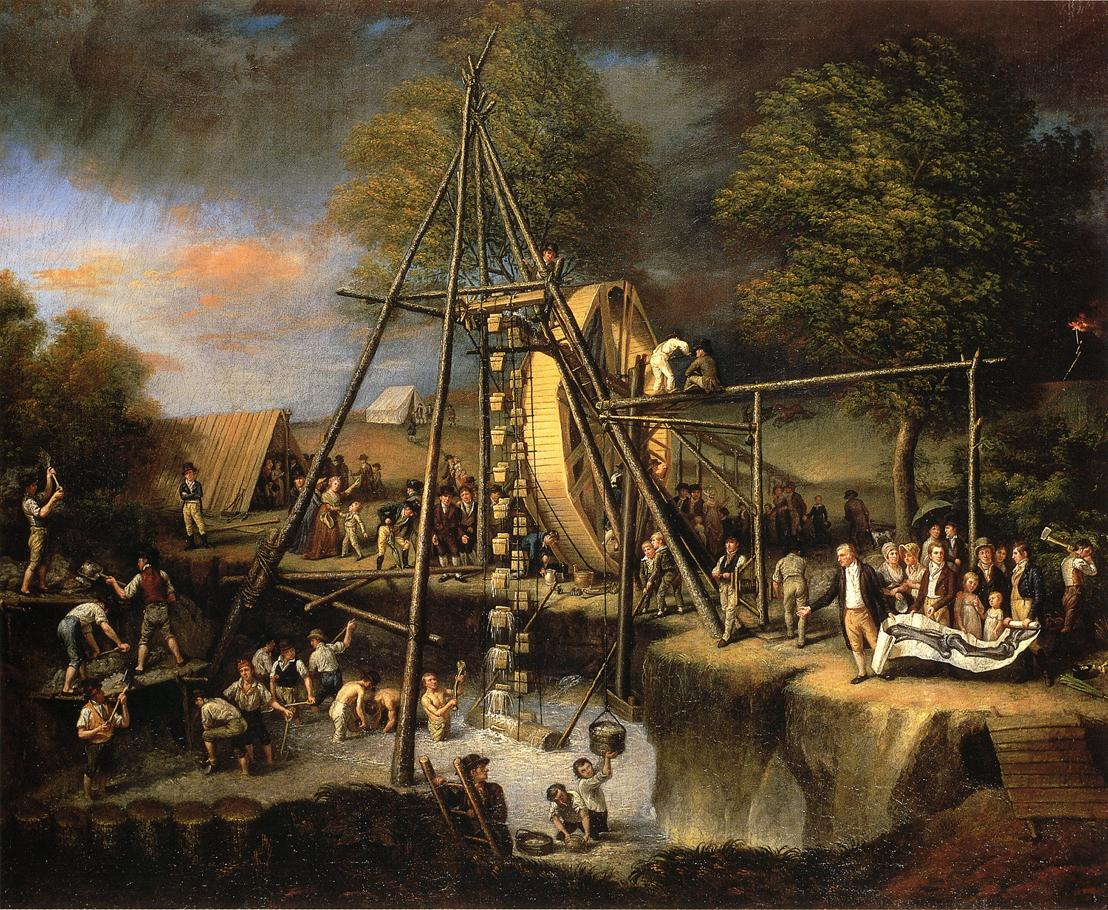
Créativité artistique, scientifique, technologique, organisationnelle se combinent dans ce tableau montrant l'exhumation des restes d'un Mastodonte. Toile de Charles Willson Peale, 1806.

La créativité est — de façon générale — la capacité d'un individu ou d'un groupe d'individus ou d'êtres non-humains à imaginer et mettre en œuvre un concept neuf, un objet nouveau, à combiner des idées existantes ou à découvrir une solution originale à un problème. Elle combine donc deux dimensions : imagination et efficacité et passe par un processus complexe et encore mal compris de « fluidité idéationnelle », qui peut être appris via l'éducation, et qui pourrait avoir des bases génétiques.
Elle peut être plus précisément définie comme « un processus psychologique ou psycho-sociologique par lequel un individu témoigne d'imagination et d'originalité dans la manière d'associer des choses, des idées, des situations et — par la publication du résultat concret de ce processus — change, modifie ou transforme la perception, l'usage ou la matérialité de quelque chose auprès d'un public donné[réf. nécessaire]. »

Opérationnellement, la créativité d'un individu est sa capacité à imaginer et produire (généralement sur commande en un court laps de temps ou dans des délais donnés), une grande quantité de solutions, d'idées ou de concepts permettant de réaliser de façon efficace puis efficiente et plus ou moins inattendue un effet ou une action donnée.
La créativité s'évalue donc — en peinture comme en architecture, en design, en musique, en cinéma ou en mathématiques, dans l'ingénierie et l'industrie et les services, la médecine ou psychothérapie, l'humour, etc. — par les délais de réponse, la rapidité de production, la quantité de solutions, l'efficacité puis l'efficience et l'originalité (définie comme l'inverse de la banalité). Cette évaluation est parfois subjective (cas de la critique d'art par exemple). Dans d'autres cas, elle peut être mesurée par des tests psychologiques (tests de créativité de Torrance…).
Dans le langage commun, le mot et le concept de créativité sont souvent associés au concept d'« inspiration » et de « génie » ; et comme ceux-ci, ils sont connotés positivement ; la créativité est en outre souvent pensée comme l'une des spécificités exclusives de l'être humain. En réalité, elle existe dans le monde animal, et sa valeur est neutre : elle est source de progrès, d'art et de plaisir (associée à la dopamine et au circuit de la récompense dans le cerveau) ; mais elle a aussi une face sombre : elle peut causer du tort, involontairement ou volontairement, par exemple, quand elle est mise au service d'avantages injustes, de guerres, du crime ou du terrorisme),.
Au début des années 2020, l'apparition de l'intelligence artificielle générative pose de nouvelles questions : peut on dire que l'intelligence artificielle est créative ? En quoi peut-elle aider l'homme à devenir plus créatif (ou non) ? En 2023, selon Mark Runco, « il est peut-être plus juste de reconnaître que la sortie de l'IA est une sorte de pseudo-créativité ».

## Origine du mot
Le mot serait un calque du mot anglais « creativity » utilisé aux États-Unis par les psychanalystes et psychologues à partir des années 1940, sans aucune connotation artistique, ; à moins qu'il soit une reprise du mot créativité utilisé par Antoine Mollière en 1868 dans son Métaphysique de l'art (page 88). En France, il commence à être utilisé dans les années 1950 par les psychologues humanistes francophones (à la suite de la découverte par ceux-ci des publications des travaux d'Abraham Maslow et de Carl Rogers) puis par les psychanalystes, puis par tous les psychologues. Depuis, il est de plus en plus largement utilisé.

## Adoption du mot en français
Le mot est présent dans le Supplément (1970) du Grand Dictionnaire Analogique de Paul Robert, mais il n'a été adopté par l'Académie française qu'au cours de sa première séance de l'année 1971 après une âpre discussion entre Louis Armand — qui avait préfacé L'imagination constructive d'Alex Osborn en 1959 et défendu alors le mot et la méthode du brainstorming — et André Chamson pour lequel le mot « créativité » était une notion creuse, une mode pseudo-intellectuelle qui se démoderait vite.
Dans cette acception première, il s'agissait d'imagination appliquée ou, pour reprendre le titre de la traduction française du livre d'Osborn, d'imagination constructive. Il était construit sur le modèle et le concept de « productivité » : c'était la capacité à créer des idées grâce à l'imagination.
Georges Rona, le traducteur, précisait alors, dans son avertissement, la distinction qu'il fallait faire d'après lui entre trois types d'imagination :
- L'imagination appliquée : imagination appliquée à la solution de problèmes pratiques d'action ou d'amélioration pratique d'une idée ou d'un objet.
- L'imagination constructive : imagination orientée vers des réalisations concrètes.
- L'imagination créative : imagination orientée vers la création de quelque chose de nouveau[13].

C'est ce dernier type spécifique d'imagination créative — que Théodule Ribot appelait imagination créatrice — qui est devenu aujourd'hui synonyme de « créativité ».

## Éléments de définition
Concernant le processus créatif, selon Zhou et al. (2024), la plupart des théories disent qu'il « comporte une oscillation entre des activités de génération et d'association d'idées ou de transfert d'analogies, et des activités d'élaboration et de vérification. L'étape où se produisent l'émergence de la nouveauté, la génération d'idées et des combinaisons nouvelles correspond, dans l'expérience des créateurs, à une vision non focalisée, indifférenciée ; par opposition à une vision systématique ».
La « pensée divergente » est couramment utilisée comme mesure des capacités créatives, car elle fait partie des compétences cognitives liées à l'idéation.
Elle est mesurée en testant la capacité d'utilisation alternative (AUT), via un test proposé par Torrance en 1969 : la personne testée est invitée à produire une liste d'usages alternatif à des objets du quotidiens. Ce test permet d'évaluer la capacité de remue-méninges d'un individu, une capacité que l'on sait être associée à la pensée crétative.
Une analyse de contenu de toutes les définitions recensées dégage trois grands sens :
1. Acte de créer quelque chose de nouveau ;
2. Capacité à trouver des solutions originales ;
3. Volonté de changer ou transformer le monde.

### Acte de créer quelque chose de nouveau

Le Rubik's Cube, casse-tête inventé en 1974. C'est un excellent exemple de problème — au sens scolaire du terme — à résoudre. Retrouver la solution du professeur.

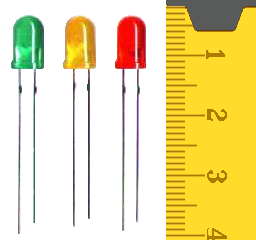
Trois diodes électroluminescentes. Une révolution technologique consacrée par le Prix Millennium Technology 2008.

Le sens commun la définit seulement comme l'acte de créer quelque chose de nouveau.
- Bien que simple en apparence, c'est un phénomène complexe. Il doit être mis en perspective avec la psychologie, la psychologie sociale, les sciences cognitives, l'intelligence artificielle, la philosophie, l'histoire, l'économie, la gestion, la stratégie et bien d'autres sujets.

À la différence de beaucoup de phénomènes de la science, il n'y a pas une seule définition qui fasse autorité. À la différence de beaucoup de phénomènes en psychologie, il n'y a pas de technique standardisée de mesure.
- La créativité est attribuée à des processus cognitifs, et donc modulés par l'environnement social et la personnalité. Elle est associée au génie. Certains prétendent qu'elle peut être apprise ou améliorée par des techniques de créativité. Bien que souvent associée à l'art et à la littérature, c'est aussi une part essentielle dans l'innovation et l'invention très utile dans de nombreux métiers.

- L'acte créatif conscient est le fruit d'une volonté de puiser des informations dans la mémoire (logique ou irrationnelle) et de les réorganiser d'une manière nouvelle, poussée par l'imagination, l'instinct, l'inspiration, les émotions fortes, voire l'usage de substances psychoactives ou autres moyen visant à modifier l'état de conscience (excitants, alcool, et drogues diverses) telle l'absinthe de Rimbaud en son temps. La lecture et l'écriture — comme de nombreuses autres activités demandant un effort d'imagination — - peuvent stimuler la créativité. De nombreuses qualités de l'enfance — telles que l'imagination, la spontanéité, la sensibilité — sont fréquemment associées aux conditions qui favorisent la créativité. Il existe une autre forme de créativité, inconsciente, notamment exprimée par le rêve, avec des stades intermédiaires (pensée vagabonde, etc.)[16],[17].

- Approche pratique - Il n'y a de véritable créativité que s'il y a mise en application pratique ; la réalisation d'une œuvre. C'est seulement alors qu'on peut parler d'acte créatif et non de simple imagination. Hans Joas parle de la « créativité de l'agir »[18]. L'expérience n'est pas collectible car elle appartient à l'espace de l'expérience individuelle et non de la connaissance partagée. Mais l'expérience ne pourrait-elle pas prétendre à la dimension de « réalisation » ? Afin de se dégager de cette dualité, des concepts tels que celui de l'expression ou de la création sont utiles. En effet, ils recouvrent à la fois l'action et le résultat de celle-ci, sans distinction.

Si le travail de « copie » peut exiger de la rigueur, du soin, le travail de « création » semble faire appel à des circuits neuronaux originaux (schémas heuristiques, croisement de plusieurs cultures, etc.) donnant naissance à quelque chose de totalement nouveau.
L'acte créatif, qualifié aussi d'œuvre de l'esprit, protégée par les lois sur la propriété intellectuelle, reste encore très mystérieux et trouble parfois les personnes créatrices elles-mêmes.

### Capacité à trouver des solutions originales

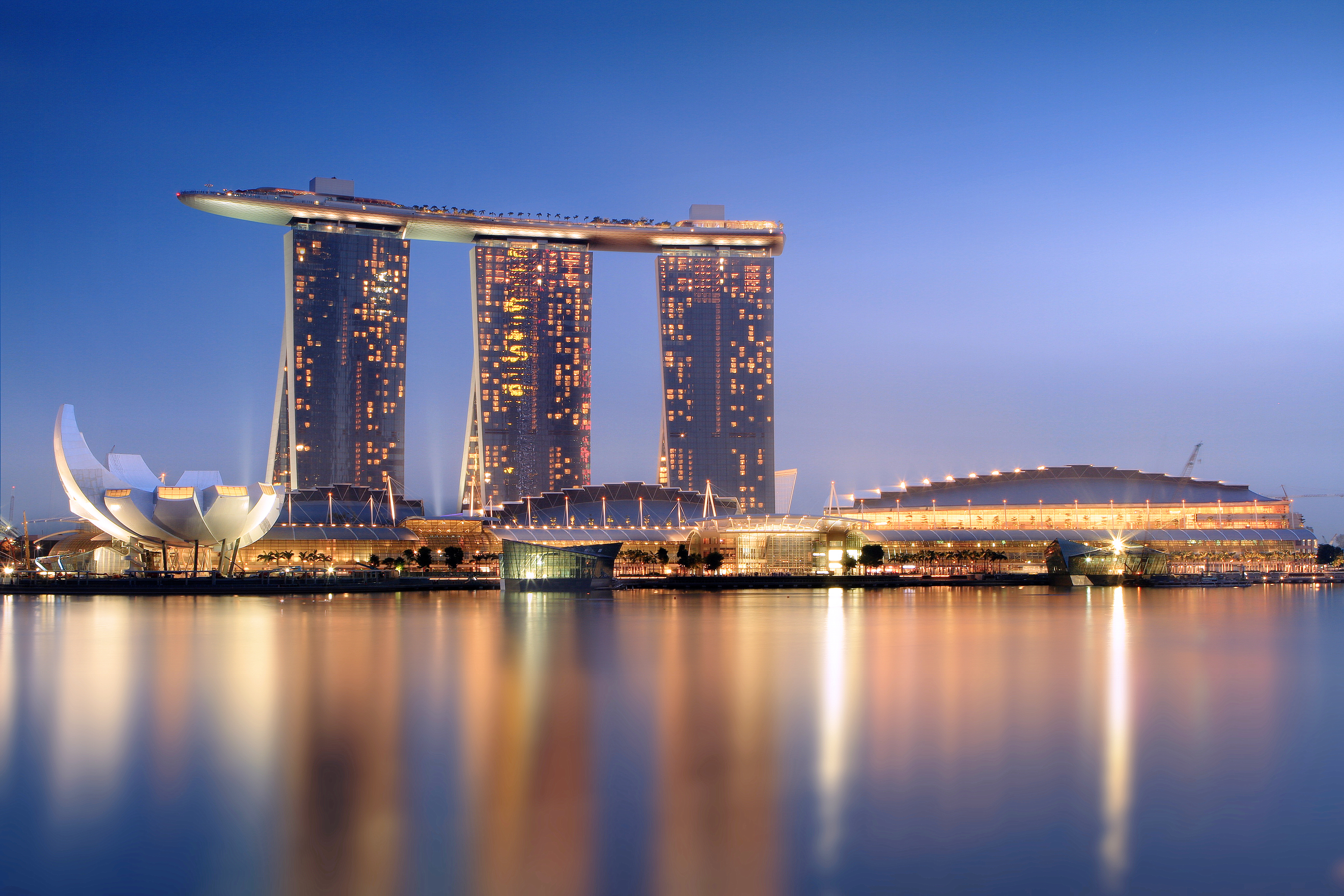
Marina Bay Sands à Singapour.

Dans une acception plus large dépassant la seule expression artistique, la créativité peut être considérée comme la capacité d'apporter ou de faire trouver des solutions originales aux problèmes d'adaptation auxquels chaque être humain est confronté. En ce sens, elle devient, en tant que telle, une méthode de résolution de problèmes, comme en négociation ou en médiation où l'inimaginable discussion « entre les parties peut ouvrir la voie à une solution qui semblait impossible… »
Selon la vision classique de la créativité fondée par Joy Paul Guilford (1956) sur le principe dichotomique divergence/convergence, la démarche créative commence par la reconnaissance d'un problème. À partir de là, un processus de divergence s'engage, et finalement se termine, par convergence, dans une nouvelle solution du problème.
Amabile, Lubart, MacKinnon, Ochse, Sternberg, dans la Psychologie de la créativité de Todd Lubart « La créativité est la capacité à réaliser une production qui soit à la fois nouvelle et adaptée au contexte dans lequel elle se manifeste ». Dans cette définition : « nouvelle » se comprend comme originale et imprévue.
En 2012, M Runko dans sa définition standard de la créativité insiste sur deux notion : valeur et surprise générée avec un résultat plus ou moins inattendu. Ces notions sont notamment importante dans de domaine de la créativité artistique et littéraire

### Volonté ou capacité à transformer le monde

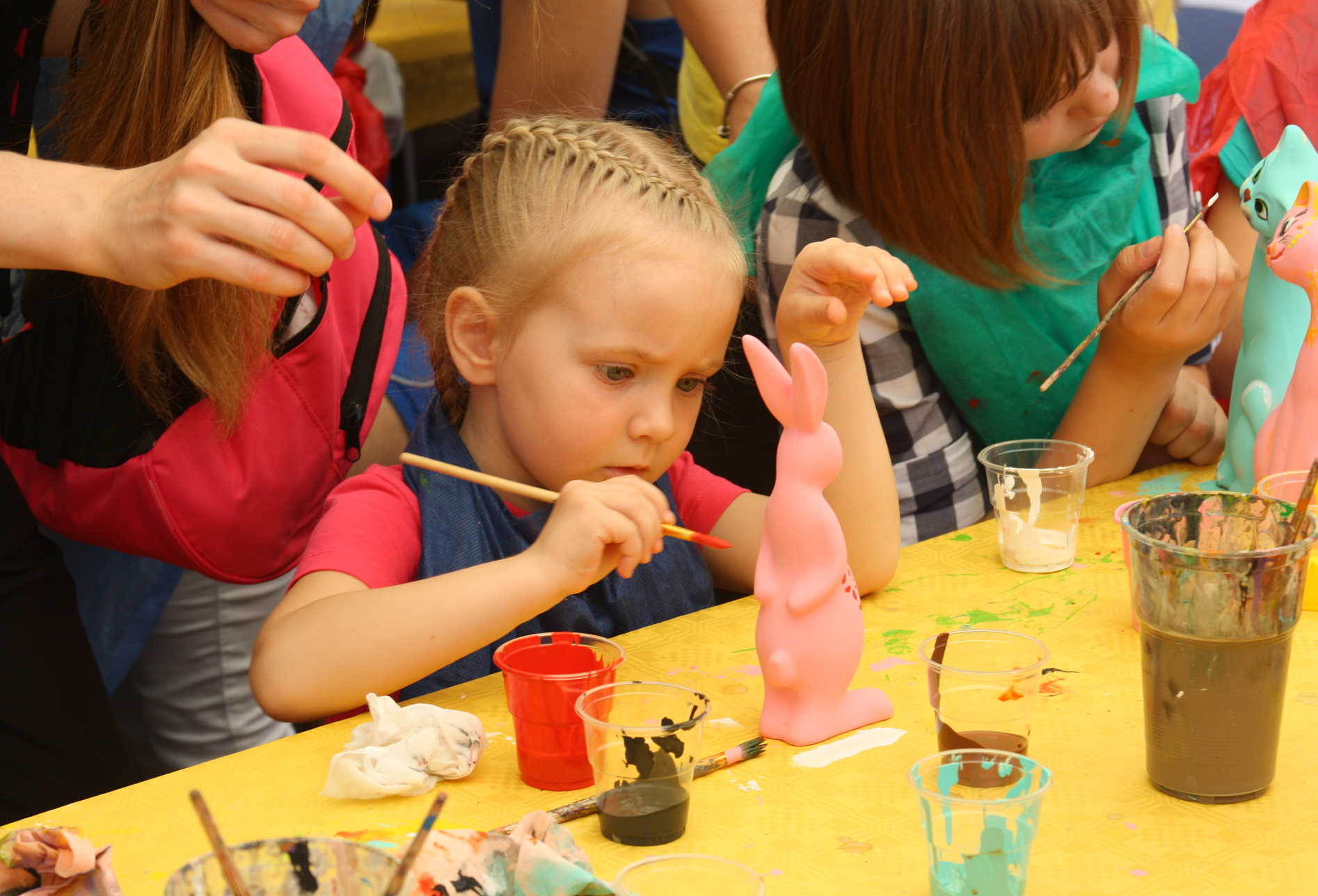
Une petite fille exerce sa créativité en coloriant un lapin de plâtre. Juin 2013.

Une analyse factorielle d'un corpus d'une centaine de définitions de la créativité fait apparaître un facteur général de créativité — l'équivalent du facteur général d'intelligence de Charles Spearman— que nous appellerons facteur C et qui est une volonté ou une intention de modifier ou de transformer son environnement, le monde, la perception que les autres en ont, son propre monde intérieur, etc.
Cette analyse est confirmée empiriquement par la primauté donnée à la motivation dans la plupart des études faites sur le processus créatif. Voir en particulier celles de Teresa Amabile
La créativité, si cette analyse est exacte, n'est pas alors du ressort des sciences cognitives mais des sciences conatives. Voir : Les aspects conatifs de la créativité.

## Les grands types de créativité
Certains chercheurs[Qui ?] pensent que la créativité est un concept hétérogène et qu'il y a des types de créativité.
Par exemple, on peut facilement distinguer les types suivants de créativité :
- la créativité artistique ;
- la créativité littéraire ;
- la créativité architecturale ;
- la créativité territoriale ;
- la créativité stratégique ;
- la créativité scientifique ;
- la créativité culinaire ;
- etc.

### La créativité artistique
La créativité artistique est un versant de la capacité à créer, à imaginer, à innover ; versant qui inclut les arts appliqués, voire les sciences humaines avec les concepts de certains chercheurs comme Winicott.
Exemples : Andreas Gurski, les méthodes d'Hélène Poncet, de Marie Pré.

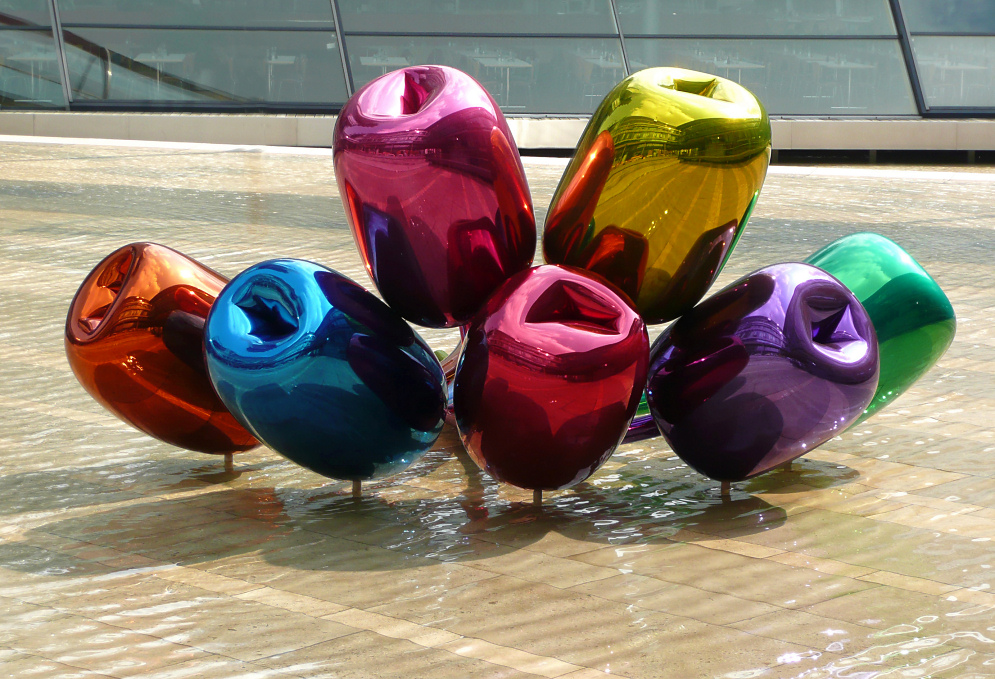
Jeff Koons Tulips

### La créativité en design

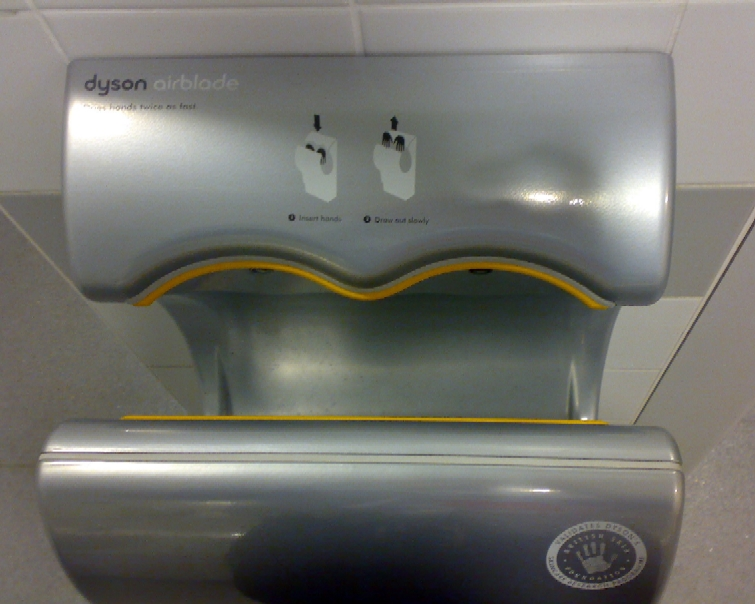
DysonAirblade

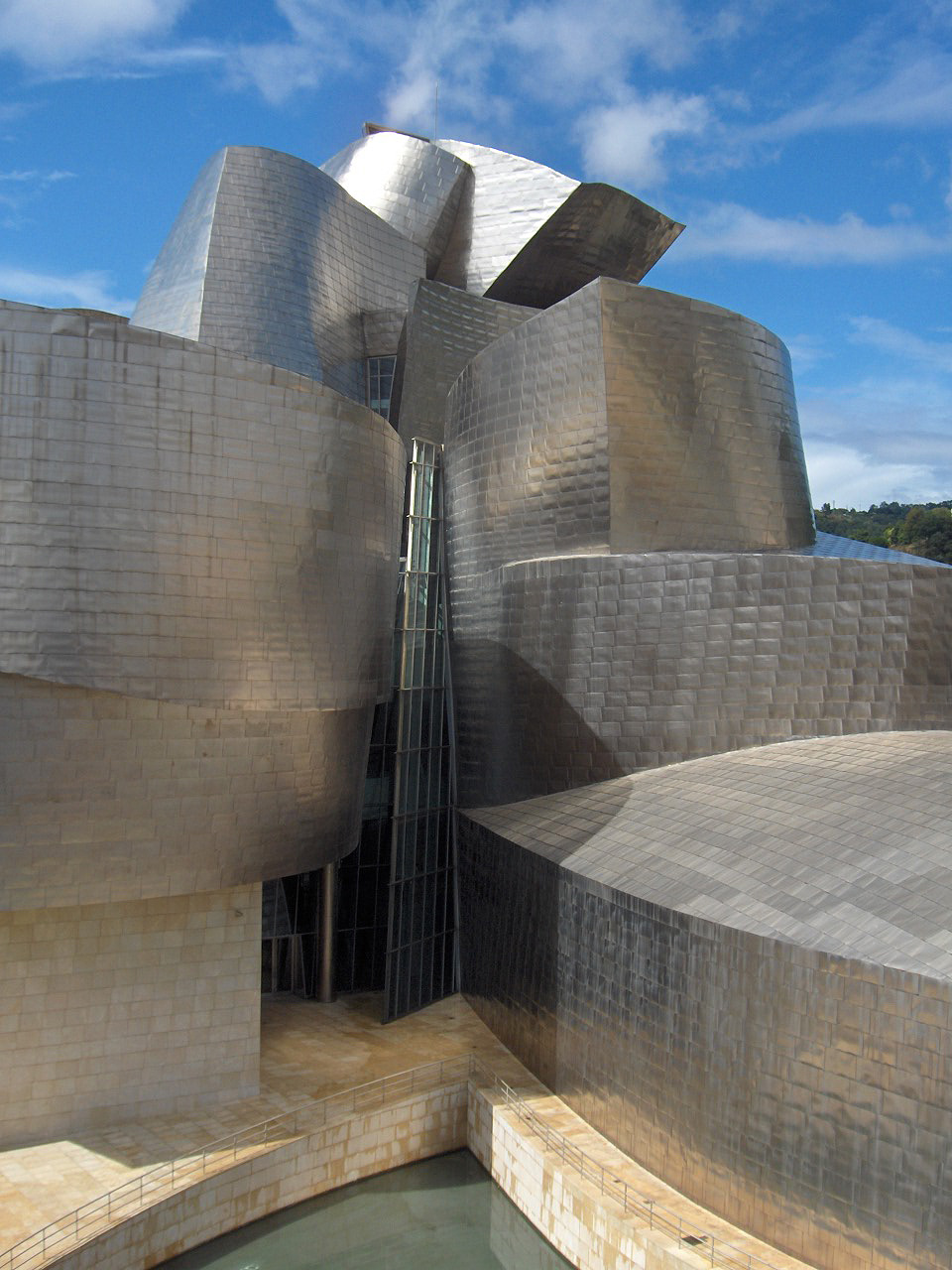
L'architecture typique en titane de Frank Gehry

Exemples : James Dyson

### La créativité architecturale
Le prix Pritzker qui fait l'unanimité nous fournit un corpus de travail idéal — quasi scientifique — pour analyser ce type de créativité. Exemples : Frank Gehry, Jean Nouvel

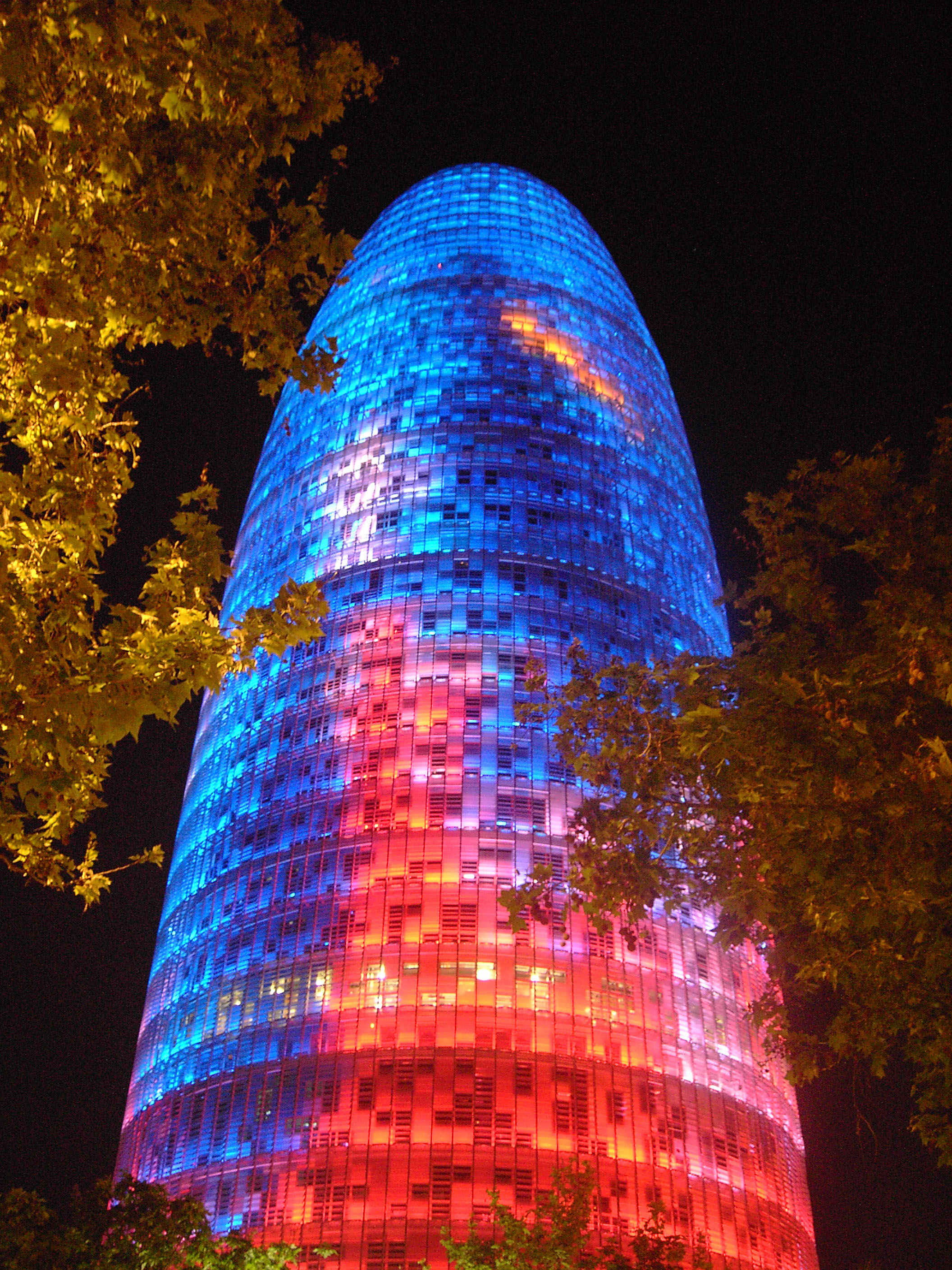
La Torre Agbar à Barcelone, une création de l'architecte Jean Nouvel, Prix Pritzker 2008.

### La créativité territoriale
Consiste à faire naître un acte créateur au profit du territoire (territoire de projet pour un projet de territoire), par l'association d'acteurs-usagers hétéroclites aux intérêts et besoins en apparence divergents.
Voir les travaux de veille et d'analyse de la plate-forme nationale Créativité et Territoires ainsi que d'accompagnement et de recherche-action de Mathilde Cota et d'Alexis Durand Jeanson au sein de Prima Terra, compilés au sein de La vi(ll)e invente ou l'art de fabriquer l'alchimie heureuse et créative des territoires.
Ceci a inspiré des créateurs, des artistes… qui ont créé le mouvement d'art-citoyen « Révolution Sensible », cherchant à promouvoir la créativité et la coopération territoriale pour réinventer une certaine économie locale. Un livre-manifeste est né de ces actions expérimentales toujours en cours, depuis 2014…
Il se nomme « Économie Circulaire Créative, vers une révolution sensible ».

### La créativité stratégique
C'est, face à un adversaire intelligent, l'imagination d'une action inattendue qui le surprend et permet de gagner alors que le rapport de force ou la situation ne l'aurait pas permis, ou permet de le faire avec peu de pertes et rapidement (guerre-éclair). Quelques exemples :
- Le cheval de Troie de la mythologie grecque

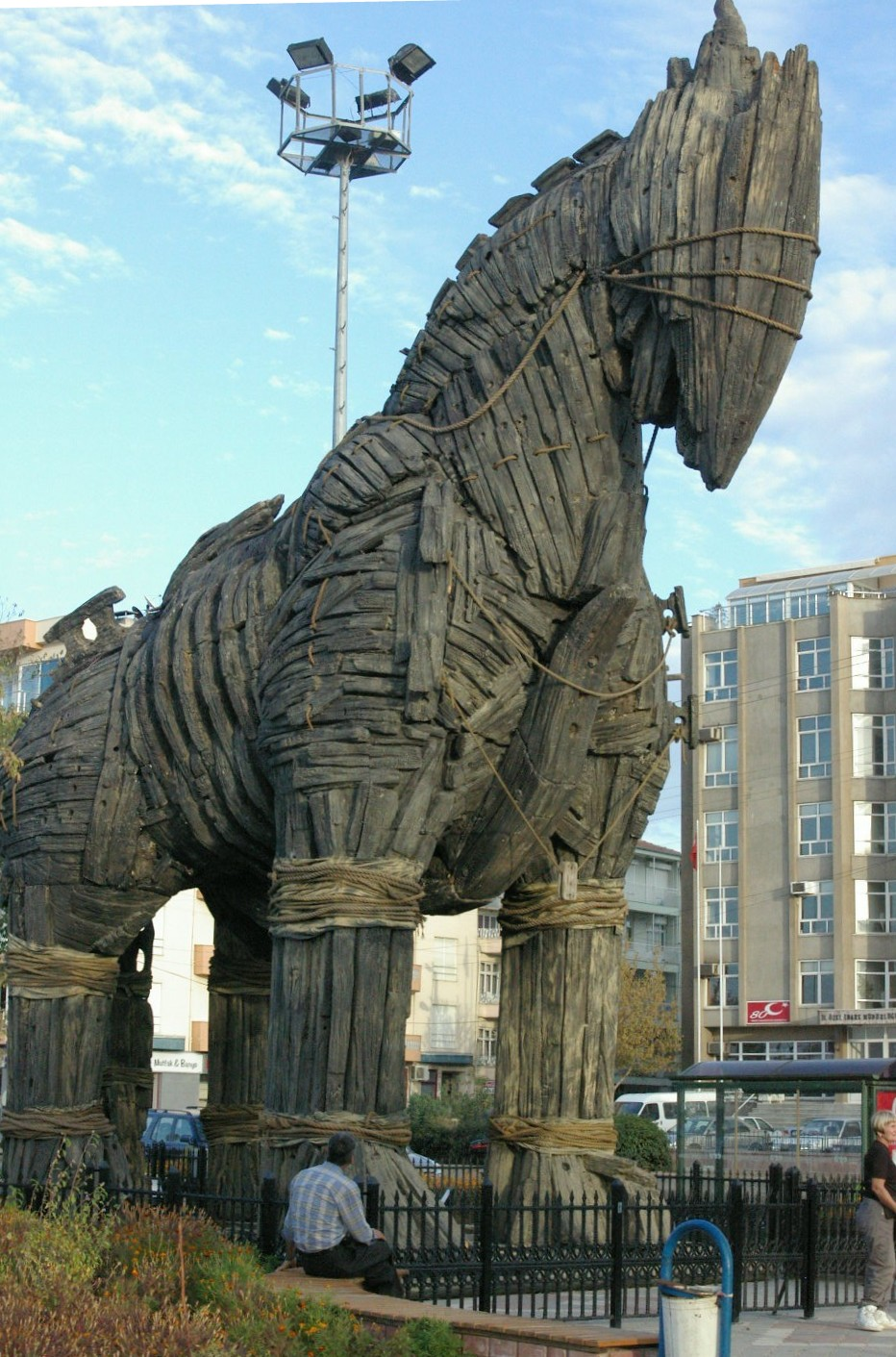
Le cheval de Troie, une créativité stratégique que les Grecs appelaient stratagème.

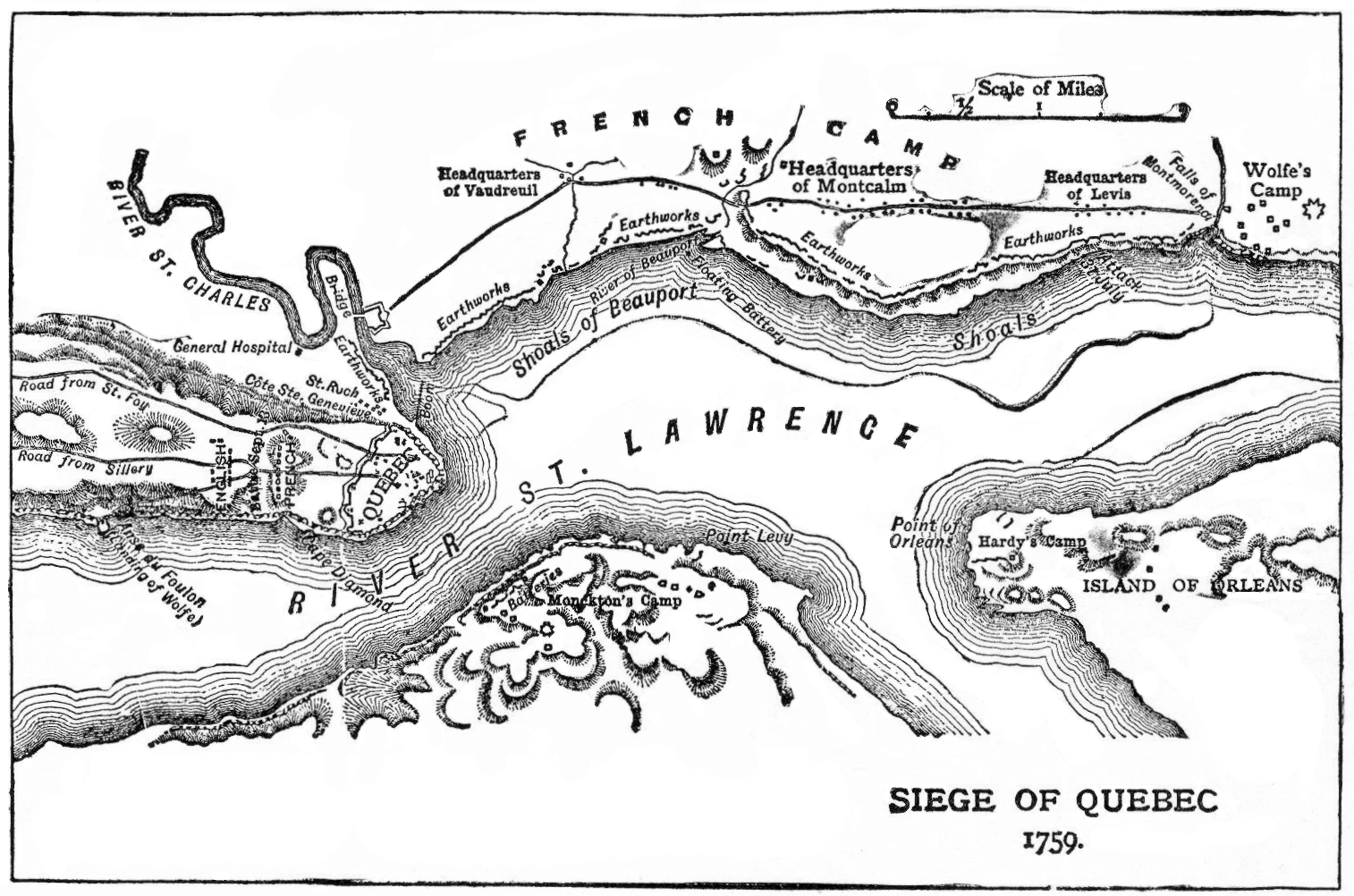
Une carte d'époque du siège de Québec. L'anse au Foulon est à gauche, au milieu.

- La prise de Québec par Wolfe. Un cas d'École de guerre. Après un siège de 3 mois, Wolfe imagine de prendre Montcalm à revers en débarquant de nuit par surprise à l'anse au Foulon (en amont de Québec). William Howe avec 400 hommes culbute la centaine de miliciens inexpérimentés placés là par Montcalm qui ne s'attendait pas à être attaqué par là.

Cette manœuvre a inspiré McArthur pour la prise de Séoul en débarquant à Incheon.
- La prise d'Aqaba par Lawrence d'Arabie imaginant de passer par le Nefoud pour prendre la forteresse imprenable d'Aqaba.
- Les parties de Bobby Fischer aux échecs.

C'est en général ce type de créativité que les business wargames tentent de susciter. Le cas le plus typique correspondant aux wargames sur carte de Stéphane Goria fondés à la fois sur l'analogie de la bataille et celle du jeu de plateau.

### La créativité scientifique
Abraham Moles, dès 1957, lui a consacré un livre : La création scientifique, Kistler, Genève.
Il faut très vite distinguer la créativité propre à la physique (Richard Feynman), de celle propre à la chimie et de celle spécifique à la médecine.
Beaucoup de sérendipité en chimie (aspartame) et en médecine (Viagra).

### La créativité organisationnelle
Isaac Getz, Créativité organisationnelle, Vuibert, 2002.  (ISBN 2-7117-6987-9) (BNF 38907476)

### La créativité sociale
Chez le jeune enfant, quand elle est associée à l'empathie, la créativité semble être un prédicteur de comportement prosocial.
Christophe Mouchiroud de l'Université René Descartes-Paris 5 en a fait un objet de recherches autonome.

### La créativité littéraire et lexicale
Elle est notamment à l'oeuvre dans la poésie et le roman. La créativité lexicale est définie comme la capacité à enrichir le lexique en recourant à divers procédés de dérivation (métaphore, néologismes...).
La psychanalyse, les sciences cognitives éclairent de plus en plus la thématique (voir références).
Un livre sur le sujet est celui de Gabriel Veraldi, prix Fémina 1954, et de Brigitte Veraldi, docteur ès-lettres, Psychologie de la création Denoel, 1972.

### La créativité pratique

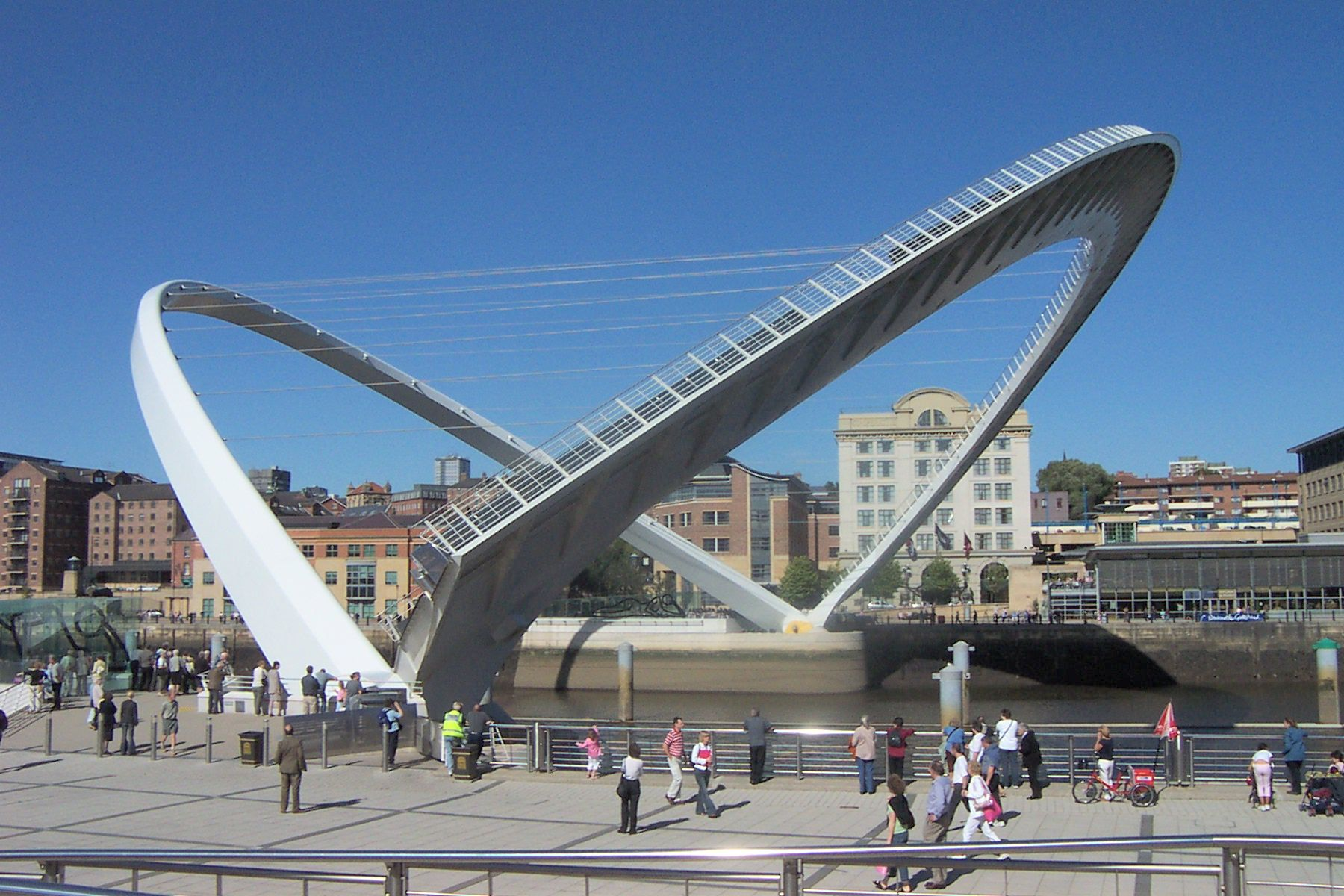
Le pont du Millénaire de Gateshead est un pont rotatif pour piétons et vélos.

C'est celle qui permet à l'équipage d'Apollo 13 de s'en sortir avec le bricolage de la « mailbox » sous la direction d'Eugene Kranz.

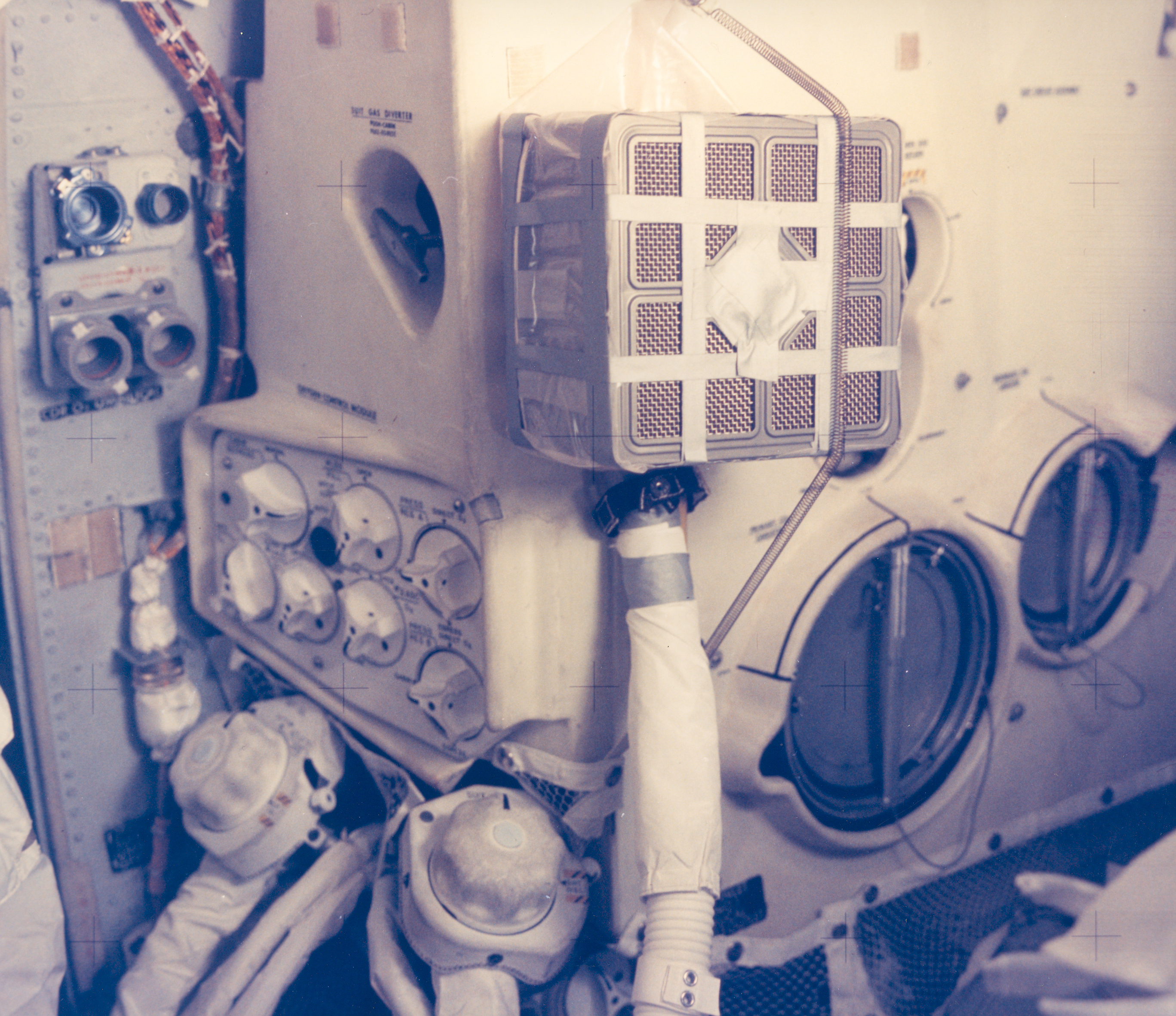
La mail-box d'Apollo 13, un bricolage génial.

C'est celle qui correspond à la résolution de problème pratique, mais avec un plus, la résolution créative de problème pratique.
Elle correspond à la première définition donnée par Ellis Paul Torrance (en).

### La créativité mathématique
Une créativité abstraite, à base le plus souvent d'intuition.
Pour ne prendre que des mathématiciens récents ou des contemporains : Henri Poincaré, Jacques Hadamard, Srinivasa Ramanujan, Paul Erdős, Grigori Perelman, Wendelin Werner (très facilement accessible), etc.

## Les techniques de créativité
- La méthode de créativité ASIT
- Le brainstorming par Alex Osborn
- Le Creative Problem Solving par Alex Osborn et Sid Parnes (en)
- Le Design sprint de Jake Knape
- La pensée latérale et les chapeaux de Edward de Bono
- Le challenge-storming[26] de Jean-Louis Swiners et Jean-Michel Briet
- Le Jeu du Phénix de Vincent Cespedes
- La synectique de William J.J. Gordon (en)
- La veille créative
- Les matrices de découvertes d'Abraham Moles
- Les business wargames
- TRIZ par Genrich Altshuller
- La bissociation d'Arthur Koestler
- Le Mind Mapping de Tony Buzan
- Les techniques de détour de Guy Aznar
- La théorie C-K de Armand Hatchuel et Benoît Weil[27]

Dans une certaine mesure, ces techniques peuvent être mobilisées pour apprendre ou améliorer la créativité d'une personne ou d'un groupe. Selon Zhou et al.. en 2024, « Les techniques actuellement les plus répandues visent à favoriser la production en considérant que toutes les pistes sont bonnes, et elles proposent des jeux d'imagination, une exploitation systématique des possibles, un affaiblissement du contrôle conscient par réduction de la vigilance. L'acquisition de l'expertise paraît être également un élément à ne pas négliger ».

## Processus psychologiques

### Approche cognitiviste
La créativité est un phénomène complexe, inhérent au fonctionnement du cerveau et notamment de la cognition ; selon Raphaël Vallat (2022), chercheur au Département de psychologie de l'Université de Californie et au Centre de Recherche en Neurosciences (CRNL/INSERM/CNRS) de l'Université de Lyon, « La créativité est un terme générique qui englobe plusieurs concepts (par exemple, la pensée convergente ou divergente, la résolution de problèmes, l'extraction de l'essentiel, etc.) ». Ses mécanismes neurophysiologiques précis, et même les fonctions du rêve, sont encore mal compris. L'imagination, la création d'idées, d'associations d'idées, de situations et d'objets, ne sont pas des processus ex nihilo. Ils s'appuient sur la mémoire consciente et inconsciente, et sur divers types d'associations perceptuelles et conceptuelles.
Parmi les critères souvent cités comme étant associés aux processus psychologiques à l’œuvre dans la pensée créative, figurent notamment l'originalité, la flexibilité, la fluidité et l'élaboration. Concernant les facteurs qui initient et entretiennent une phase de processus mental créatif, de pensée divergente : plusieurs approches co-existent : 
- la motivation consciente : elle module, de manière routinière à proactive, une grande partie des processus créatifs. Elle joue un rôle de relais entre ces derniers et d'autres processus cognitifs, tels le raisonnement qui peut conduire à évoluer vers la résolution de problèmes et à la création esthétique. Les composantes de la pensée créative sont plus ou moins développées chez chacun, en fonction de son style d'apprentissage et donc de son éducation, de ses retours d'expérience et de sa culture[28] ;

- des processus inconscient (ou pré-conscient non contrôlé) de créativité existent aussi : ils sont notamment à l’œuvre durant le sommeil, surtout lors des phases de sommeil paradoxal, quand le cerveau élabore des rêves et cauchemars[16]. Les rêves sont générés par le cerveau durant le sommeil et ils pourraient avoir « au moins deux fonctions : la stimulation de la créativité et l'intégration des émotions »[29]. 
En 2009, Mednick et ses collègues ont montré que le cerveau réussi mieux une tâche d'association d'idées après une sieste, surtout si le sujet y a expérimenté une phase de sommeil paradoxal[16]. De plus, les personnes se souvenant de leurs rêves environ 6 fois par semaine tendent à être plus créatives, et montrent une connectivité fonctionnelle accrue dans une zone-clé du cerveau[17],[30]. Ceci laisse penser que les rêves peuvent aider à générer solutions créatives[16]. L'imagerie médicale montre que quatre zones cérébrales sont alors hyperactives (30% plus qu'à l'état éveillé) : ce sont les régions visuo-spatiales, à l'arrière du cerveau ; le cortex moteur ; l'hippocampe, connu pour permettre la mémoire autobiographique ; l'amygdale et le cortex cingulaire qui sont les centres émotionnels profonds, liés à la gestion des émotions. Dans ces phases de créativité inconsciente, le cortex préfrontal et les autres aires cérébrales sont au repos, presque désactivées. Le cortex préfrontal est le lieu de la pensée rationnelle et logique, qui préside notamment aux prises de décisions logiques.

- Entre ces deux stades, on trouve : 
  - des phénomènes de rêve éveillé, d'associations d'idées et de vagabondage de la pensée, qui semblent appartenir à la même famille de processus mentaux et neurologiques que celui du rêve[30] ;
  - le phénomène de production d'intuitions ;
  - les hallucinations.

Tous ces phénomènes sont encore mal compris, mais l'imagerie cérébrale permet notamment d'observer leur géographie dans le cerveau.

Il y existe une zones dite du « réseau du mode par défaut », située entre le cortex préfrontal médian et la jonction temporo-pariétale. Cette zone est plus développée chez ceux qui se souviennent souvent de leurs rêves. Cette zone « est connue pour être active durant la rêverie et le vagabondage de l'esprit (par exemple, quand on se perd dans nos pensées), et il a été suggéré qu'elle favorise la créativité et le rêve ». Des lésions de cette zone induisent une incapacité à se souvenir de ses rêves.
Les tests de créativité de Torrance permettent d'évaluer l'aptitude à la pensée divergente, considérée comme indicatrice de créativité.

### Approche psychanalytique
Ces processus mentaux ont été théorisés en psychanalyse. De nombreux psychanalystes ont mis en lumière l'économie psychique liée à l'acte créatif.

#### Didier Anzieu
L'un des auteurs le plus connu est Didier Anzieu qui a mis en évidence cinq phases du travail créateur :
- Le « saisissement créateur », phase qui peut survenir à la suite d'une crise personnelle,
- La deuxième phase qui, pour le sujet, est une manière de lever un refoulement[34],
- La troisième phase constitue le temps de la formalisation, l'artiste donne corps à l'œuvre, le code se matérialise,
- La quatrième phase se rapproche de la dimension plus esthétique, liée à la composition,
- La dernière phase concerne en particulier la capacité de l'artiste à accepter le regard de l'autre, à baisser sa garde pour donner naissance à l'œuvre comme un objet différencié, pouvant être sujet à la critique.

Ce type de lecture semble a priori, plutôt concerner la créativité artistique, mais ces mécanismes ou états psychiques peuvent se retrouver dans des situations quotidiennes dès qu'il s'agit d'entrer dans une démarche créative.

#### Donald Winnicott
Pour Donald Winnicott, la notion de créativité peut être comprise comme un processus plus large qu'Anzieu. Il se rapporte à la vie et à l'être. C'est pourquoi il peut dire: « La créativité, c'est donc le « faire » qui dérive de « l'être ». Elle manifeste la vie du sujet. L'impulsion peut être en repos, mais si l'on emploie le mot « faire », c'est qu'il y a déjà créativité ». Cette notion de « faire » implique que le sujet doit agir et non réagir à l'environnement. La créativité, au niveau de la vie quotidienne, est une action qui est consubstantielle à l'être. Le sentiment de soi est donc fondamental. C'est pourquoi le terme de « créativité » pourrait prêter à confusion. Car, ce processus ne renvoie pas nécessairement à la construction d'un objet extérieur. Mais il s'agit, à l'origine, d'un regard. Car l'enfant développe cette compétence particulière qui est celle de « voir toute chose d'un œil neuf, à être créateur de chaque détail de la vie ». Pourtant, la créativité ne va pas de soi. Elle n'est pas nécessairement une action spontanée. Elle exige souvent une lutte. On pourrait dire que le bébé, pour Winnicott, doit se battre dès qu'il prend conscience de la réalité extérieure : « le principe de réalité est une sale histoire ». En effet, la confrontation à la réalité peut amener le sujet dans deux extrêmes. a. La première attitude qu'il peut adopter est celle de la soumission : c'est l'antithèse de la créativité. b. L'autre manière d'agir est celle qui adopte une position omnipotente. Je veux donc avoir le pouvoir sur toute chose. Dans ce cas, on serait plus proche de la créativité, mais avec une forte prédominance destructive. Winnicott (1975), dans son article sur « La créativité et son origine » met bien en évidence l'impact du milieu sur le sujet. Il pourrait même parfois se laisser aller à un certain pessimisme. Si la créativité d'un sujet ne peut pas être anéantie, l'environnement peut, par contre, causer des dommages quasi irrémédiables : "Quand on lit des témoignages d'individus qui ont été réellement dominés dans leur foyer, ou qui ont passé toute leur existence dans des camps de concentration ou encore qui ont subi, leur vie durant, des persécutions politiques, on comprend très vite que seules quelques-unes de ces victimes parviennent à rester créatives et, bien entendu, ce sont celles qui souffrent". Winnicott aborde une réalité psychique qui n'est pas sans rappeler la résilience, puisqu'il « ne saurait vraisemblablement y avoir de destruction complète de la capacité de l'individu à vivre une vie créative ». Quelle que soit la situation et aussi extrême soit-elle, le sujet peut toujours se construire une fausse personnalité qui donnera l'apparence d'une soumission absolue. Mais dans son for intérieur, une vie secrète se dissimulera que l'on pourrait apparenter à une pulsion créatrice. La souffrance par contre sera là. Elle sera l'expression d'un isolement, de l'impossibilité de relier cette force créatrice aux autres. D'un point de vue pédagogique, l'auteur nous met en garde. Chaque système peut donc favoriser ou tuer l'élan créateur du sujet.

## Créativité, réussite et leadership
Pour le psychologue américain contemporain Robert Sternberg, la créativité et le leadership sont intimement liés. D'une part, la créativité est une forme de leadership et, d'autre part, une des trois composantes du leadership est la créativité.

### Le leadership créatif
La créativité constitue un défi important au sein des entreprises en matière de leadership. Le leadership créatif est nécessaire à l'innovation et à l'adaptation rapide de l'entreprise aux divers changements pouvant survenir dans un environnement concurrentiel et en pleine évolution. Le leadership créatif est donc utile aux leaders, aux équipes, et aux organisations. Sylvie Labelle, consciente de ce fait, a mené une étude sur le sujet. Cette étude s'est basée sur les questions suivantes :
1. Qu'est-ce que la créativité ?
2. Les entreprises ont-elles besoin de créativité afin de survivre et de prospérer, spécialement dans les moments de changements intensifs ?
3. Les hauts dirigeants jouent-ils un rôle significatif dans la détermination de la performance et du succès de l'entreprise, y compris le niveau de créativité ?
4. Comment la créativité se développe-t-elle chez la personne ?
5. Quels sont les facteurs clés de la créativité chez un leader organisationnel ?

1. un modèle général du processus d'apprentissage de la créativité : selon ce modèle[42], "en chaque être humain existe, de façon minimale, une créativité latente ou qu'il existe des ressources qui vont permettre le développement de la créativité. Ces talents sont des traits de caractère et de personnalité, l'éducation reçue et les sources physiques, telles que les livres, les revues et la publicité."

1. un modèle d'apprentissage de la créativité chez le leader organisationnel : ce modèle est bâti autour de deux axes. L'axe principal est un leader – leader créatif. L'autre axe est un intrant de ce dernier[Quoi ?]. On s'aperçoit que les "activités spécifiques de développement de la créativité" sont communes aux deux axes.[évasif]

### Créativité et réussite (publique ou personnelle)
E. Paul Torrance a publié son instrument d'évaluation de la pensée créative en 1966 ("renormé", c'est-à-dire "mis à jour" 4 fois : en 1974, 1984, 1990 et 1998, traduit en plus de 35 langues, le plus utilisé et le plus référencé parmi tous les tests de créativité). Il a ensuite lancé une étude de 50 ans pour détecter un éventuel lien entre les scores de créativité et la réussite individuelle et/ou publique. Selon Runco et al. (2010) :
- une corrélation « modérée » entre créativité et réussite publique, mais une corrélation forte avec la réalisation de soi ;
- un cas particulier est celui d'une créativité était associé à un score élevé d'intelligence : dans ce cas, la réussite publique est plus fréquente, mais pas à la réussite personnelle ;
- un indicateur composite a été formé en regroupant 4 indices de potentiel créatif (fluidité, originalité, flexibilité et élaboration) mettant en évidence une tendance quadratique significative avec la réussite personnelle ;
- trois autres indicateurs (« Amour du travail », Tolérance envers ses propres erreurs et une capacité à assumer un point de vue minoritaire) de l'échelle Beyonder développé par Torrance étaient liées à la réussite publique. Alors que un seul autre indicateur de l'échelle de Beyonder (« bien équilibré ») était associé à la réussite personnelle ; aimer ce qu'on fait, et accepter de se tromper et s'assumer semble aider à être publiquement reconnu par les autres, mais pour atteindre la réussite personnelle, il convent d'être créatif et bien équilibré ;
- statistiquement, les hommes manifestaient plus de réussite publique, mais aucune de différence entre les sexes n'apparaissait pour la réussite personnelle.

## Résistance à la créativité
Alors qu'il est de bon ton, parmi les cadres, les professionnels en général ou dans tout milieu où l'on collabore avec d'autres, de se déclarer favorable à la créativité, des études montrent qu'en pratique, les idées créatives sont souvent rejetées au profit de méthodes anciennes, « éprouvées ». En somme, dans ce contexte, quoi qu'on en dise, la préférence va généralement au conformisme et à l'uniformité. Cette tendance a été confirmée par des tests à l'origine conçus pour évaluer le racisme. Alors que la plupart des gens affirment spontanément rejeter tout racisme, ces tests révèlent souvent des pensées et attitudes racistes inconscientes. Il en va de même de la créativité, publiquement désirée mais en réalité accueillie avec méfiance.
La raison à cela est que les idées nouvelles bousculent la routine, l'ordre établi, et créent une certaine insécurité. Quand « on a toujours fait ainsi », chacun connaît son rôle et les processus sont familiers, voire automatiques. La pensée conservatrice inhibe la créativité. Dans les sphères sociotechniques, dans l'entreprise notamment, la nouveauté, synonyme d'inconnu, éveille aisément des craintes. Plus une personne se sent incertaine face à une proposition innovante, plus elle tendra à la juger négativement, et moins elle sera en mesure de reconnaître son caractère créatif. Le risque étant inhérent à la créativité (la nouvelle idée est-elle réalisable ? comment ? est-elle pratique ?), les cadres préfèrent généralement perpétuer l'ancien (souvent mis en place par d'autres) plutôt que de faire face à l'échec d'une idée nouvelle.
Comme pour de nombreux phénomènes de la pensée, un placebo peut augmenter la créativité en permettant aux personnes de s'autoriser à être créatifs ou en les faisant se sentir compétent. Ainsi, après que l'équipe de Rozenkrantz et al. (2017) ait fait sentir un flacon, en disant à 50 % des personnes que cet échantillon émettait une odeur censée augmenter la créativité[source secondaire nécessaire].

## Évaluation de la créativité
Des questionnaires d'évaluation ou d'auto-évaluation de la créativité ou du potentiel créatif d'un individu ont été mis au point, dont par exemple :
- le test de Shelley H Carson et al. (2005) qui combine des mesures de créativité humaine dans 10 domaines différents[49]. Il en existe une version à trois facteurs (facteurs Expressif, Scientifique et de Performance) et à deux facteurs (Arts, sciences)[49].
- le Test de Denet (souvent assimilé au test de Lovelace créé par Ada Lovelace en 1843)[50]), utilisés pour l'évaluation de la créativité des systèmes d’IA, en remplacement ou en complément du test de Turing[51],[52].

Les scientifiques qui étudient la créativité distinguent le processus créatif du produit final, une distinction qui en 2024 selon Pier-Luc de Chantal (Professeur en psychologie, à l'UQAM), est une « nuance importante » qui « devrait colorer toutes les questions entourant la créativité et l'IA ». 
La créativité, telle qu'entendue par le sens commun implique toujours à la fois une originalité et une certaine efficacité. Dans le domaine de l'évaluation, l'efficacité peut prendre la forme de valeurs (dépendantes de celles du marché actuel, marché de l'art y compris, et des coûts et avantages du contrarianisme). La recherche souligne aussi que les définitions standards de la créativité ne précise généralement pas qui doit juger d'un niveau de créativité et de son existence, ni qui doit juger les juges.
Nota : il existe une revue scientifique à comité de lecture dédiée à ce thème : Creativity Research Journal, publié par Taylor & Francis, est une revue scientifique explorant les  dimensions et approches de la créativité (comportementales, cognitives, éducatives et organisationnelles).

## Créativité et folie
Certains auteurs comme J. Philippe Rushton, Philippe Brenot et Kay Redfield Jamison ont cherché à établir un lien entre création artistique et littéraire et folie. Cette créativité se rapprocherait ainsi de la psychose par le fait qu'elle met en jeu les mécanismes de déficit d'inhibition latente ou d'apophénie. Récemment, Elie Hantouche et Régis Blain ont mis en exergue le lien existant entre les alternances de l'humeur (la cyclothymie) et la créativité.
Ce rapprochement s'appuie aussi sur le fait qu'un certain nombre d'artistes (en fait statistiquement très peu) ont eu des problèmes psychiatriques à un moment ou un autre de leur existence :
- les écrivains Gérard de Nerval, Guy de Maupassant, Charles Baudelaire, Virginia Woolf et Ernest Hemingway ;
- les peintres Vincent van Gogh, Richard Dadd et Dora Maar ;
- les musiciens Robert Schumann et Alexandre Scriabine ;
- les « architectes » Louis II de Bavière et le facteur Cheval.

En 2009, un rapport de recherche établit une relation entre un marqueur génétique (neuregulin 1 gene SNP8NRG243177/rs6994992) impliqué à la fois dans la manifestation de la schizophrénie et dans la créativité chez des personnes de haut niveau intellectuel et académique.
Toutefois, en 2013, une étude scientifique prouve une relation non bijective entre la créativité et certaines formes de troubles bipolaires. En fait, les personnes présentant ces troubles sont surreprésentés statistiquement chez les personnes créatives, sans qu'il soit toutefois possible de savoir si la bipolarité contribue à la créativité ou bien si être créatif dans un monde globalement conservateur provoque des troubles bipolaires.

## L'intelligence artificielle est elle imaginative? créative?
Il convient de distinguer l'utilisation de l'intelligence artificielle comme outil créatif ; et « son potentiel en tant que créateur à part entière ».
Le boom de l'intelligence artificielle du début des années 2020 a notamment permis l'apparition du chatbot Bard de Google (devenu Gemini) qui se présente avec la formule : « Je suis Bard, votre collaborateur créatif et utile » ; après la naissance chez Microsoft de Copilot, basé sur ChatGPT, et qui propose d'emblée un bouton "plus Créatif" (pour « Démarrer une conversation originale et imaginative ». Début mai 2024, en réponse à la question « Peut-on dire que tu es créatif, en particulier quand tu génère des images ? », Copilot répond : « Je suis conçu pour aider à générer du contenu créatif, y compris des images, en utilisant des algorithmes avancés. Cependant, la créativité, telle qu'elle est généralement comprise, implique des éléments d'originalité et d'efficacité qui découlent de la pensée humaine. Mes capacités sont le résultat de la programmation et des données sur lesquelles je suis formé, donc je ne suis pas “créatif” dans le sens humain du terme. Je peux créer des images qui semblent originales et intéressantes, mais cela est dû aux paramètres et aux instructions que je reçois, plutôt qu'à une impulsion créative propre ». Ces deux LLM sont ils - d'un certain point de vue - capable d'imagination et de créativité ?
Pour rappel, l'imagination et la créativité sont deux concepts interdépendants (on parle souvent d'« imagination créative », qui joue un rôle important dans la vie psychique, dont via les fantasmes), mais généralement considérés comme distincts : 
- l'imagination est la capacité à élaborer des images et des concepts nouveaux voire impossibles, à inventer des mondes, des scenarii, ou des solutions originales à des problèmes inventés, anticipés ou réels ; l'imagination est un monde personnel, uniquement limitée par la capacité imaginative ; ce monde n'est pas contraint par les lois du temps et de la physique. En 1900, Théodule-Armand Ribot, l'un des pères de la psychologie, étudie l'imagination comme activité créatrice ou constructive. Tout comme Baudelaire, il estime que l'imagination créatrice procède via deux opérations complémentaires : « l'une négative et préparatoire, la dissociation ; l'autre positive et constituante, l'association »[60].
- la créativité est la capacité à trouver (dans le réel ou l'imagination), créer, mixer, produire et sélectionner des idées nouvelles, originales et utile ou appropriées au contexte. Dans le sphère sociotechnique, elle orienté vers le possible ou le meilleur, le plus efficient, le plus rentable… Dans le domaine de l'Art, elle est orientée vers le beau, l'étonnant et le plaisir… Alors que l'imagination est aussi orientée vers la fiction, l'impossible.

L'IA est-elle créative ? La philosophie des sciences et les experts de l'IA ou de la créativité répondent à cette question émergente de manière critique et nuancée, en distinguant, voire en opposant deux types de créativité :
1. une Créativité véritable, issue des cerveaux biologiques et, chez l'Homme, basés, de manière plus ou moins consciente, sur l'imagination, l'histoire et l'expérience culturelle, émotionnelle, esthétique, des personnes et des groupes (société, culture)[7] ;
2. une Génération par la machine[7], issue de processus algorithmiques, médiés par des neurones artificiels, et basés sur des analogies statistiques complexes, elles-mêmes basées sur des données préexistantes. Cette génération se fait sans intention ni motivation, deux attributs à ce jour uniquement attribués et réservés aux humains et animaux évolués. On ne peut pas non plus, à propos de l'IA, parler de plaisir, ni des affres, de la créations, ou d'autres motivations que les psychologues décèlent chez les personnes créatives. 
l'IA génère cependant des contenus qui semblent relever de la créativité en ce qu'ils sont uniques, originaux, souvent efficaces et parfois inattendus et d'une valeur plastique et artistique indéniable[7]. L'IA peut être rendue artificiellement plus créative que l'Humain, notamment en utilisant sa capacité à produire des processus aléatoires et de l'émergence à partir du "bruit", dans des productions langagières, sonores ou plastiques ; abstraites ou concrètes. Depuis 2022, des IA générative disponibles pour le grand public ont largement démontré une capacité à produire des résultats traditionnellement qualifiés de créatifs (Art créé par intelligence artificielle)[14] ; en particulier dans le domaine de la génération de musique et d'images (avec Midjourney, Stable Diffusion ou DALL-E, conçus pour imiter les processus d'exécution artistique humaine et générer à la demande des œuvres d'art numériques en réponse à un prompt)[14].

La philosophie des sciences et les éthiciens reconnaissent généralement le potentiel de l'IA générative en termes d'aide à l'imagination et à la créativité humaine, tout en soulignant ses limites. Oui, elle émule un réseau de neurone (artificiel et simplifié) ; elle « mime » indéniablement certains aspects de la créativité humaine, et la dépasse de plus en plus souvent, cependant :
- elle est intrinsèquement limitée par l'absence de conscience d'elle-même et du monde ;
- sa compréhension contextuelle est donc limitée (elle ne serait qu'un perroquet stochastique) ;
- ses filtres et barrières éthique et de précaution doivent être implémentées par son concepteur, et éventuellement par l'utilisateur.

Concernant les impacts effectifs ou attendus de l'IAg sur la Créativité Humaine : après l'apparition des LLM, les points de vue s'échelonnent entre ces trois positions :
1. l'IAg (IA générative) est une grave menace pour les emplois créatifs et artistiques (acteurs y compris)[61]. Par exemple, Edwards en 2023 dans Ars Technica considère que si l'IA devient réellement créative et sans éthique, elle peut alors être une menace plus sérieuse pour l'humanité[62]. Avant que la course aux IA ne soit vraiment lancée dans les pays riches, de nombreux acteurs du domaine, dont Elon Musk et OpenAI, ont appelé à un moratoire, à une législation nouvelle et à une utilisation éthique et réfléchie (en particulier quand il s'agit d'intégrer l'IA générative dans le domaine de la défense ou dans le secteur de l'éducation, où la créativité humaine est essentielle) ;
2. l'IAg pourrait appauvrir la créativité des humains, faire stagner la création de connaissances[63] ; après plusieurs vague de nouveautés, la nouveauté visuelle semble diminuer ou se stabiliser et si le champ des possibilités créatives est en expansion, le domaine des arts, de l'illustration et de la création pourrait être être inondé de contenus générés par l'IA. En outre, si de nouvelles limites ne sont pas fixées à l'exploration créative, les systèmes d'IA entraînés sur des banques de connaissances obsolètes courent le risque de s'auto-alimenter de leurs productions à grande échelle, en générant des contenus se banalisant[63] ;
3. l'IAg peut être détournée vers des usages malveillants (deepfakes, cybercrime, déstabilisation, notamment)[64] ;
4. l'IAg est au contraire un outil capable de stimuler l'idéation[65] et de doper la créativité humaine[66] et susceptible de permettre d'explorer des associations d'idées très nouvelles. Ainsi, en 2023, Selcuk Acar estime que le domaine de la créativité vient de « franchir un seuil important (…). L'IA a le potentiel de révolutionner les méthodes d'évaluation de la créativité, en offrant une réduction des coûts, des capacités d'automatisation et une fiabilité améliorée par rapport aux évaluateurs humains. Cette avancée dans la précision de mesure facilitée par l'IA peut accélérer les progrès de la recherche sur la créativité (…) ces développements peuvent soutenir des pratiques éducatives telles que la différenciation, l'enrichissement et l'identification des élèves doués et talentueux »[67].

Zhou et al. (2024) ont proposé (pour ce qui concerne la génération d'images) le concept de « synesthésie générative », qui désigne le cas où l'artiste collabore avec l'IA pour élargir sa créativité : l'artiste suggère des idées (via les prompts) et il explorer des idées nouvelles proposées par l'IA, tout en exploitant la capacité qu'à l'IA de générer rapidement une grande diversité de "rendus" (le créateur humain se concentre sur le concept et l'idéation, alors que l'IA génère des rendus visuels).
Selon les travaux de Jean Marc Moncorger, docteur en créativité, Horizons University Paris, la créativité existe obligatoirement (démonstration par le théorème de Gödel), l'IA est donc créative. La créativité ex nihilo n'existant pas, en tout cas, elle n'a pas été donnée aux humains, la créativité est obligatoirement un remaniement de l'existant, ce que sait très bien faire l'IA.
Certains, comme Mark Runco, soutiennent que l'IA n'est pas réellement créative. Mark Runco est enseignant-chercheur en psychologie cognitive. C'est un spécialiste de la notion de génération d'idées, et de la « pensée divergente ». Il dirige le laboratoire Creativity Research and Programming de la Southern Oregon University ; il est à l'origine des conférences internationales annuelles sur la créativité (la première s'est tenue en 2018 avec 330 participants venus de 28 pays). Il est l'un des experts les plus reconnus sur le sujet de la créativité ; auteur d'une encyclopédie de la créativité, et de plusieurs ouvrages sur ce sujet. Runco est co-auteur avec Jaeger d'une « définition standard » de la créativité publiée en 2012 et des tests de mesure de la créativité . En 2023, dans un article intitulé « Mise à jour de la définition standard de la créativité pour tenir compte de la créativité artificielle de l'IA », M. Runco reconnaît que sa définition standard de 2012 n'est « pas assez complète pour rejeter la pseudo-créativité de l'IA » ; ce qui laisse selon lui deux possibilités : 1) accepter l'idée que l'IA est réellement créative (parce qu'elle satisfait à la définition standard existante), ou 2) mettre à jour la définition standard « afin qu'elle distingue la créativité authentique des humains de la créativité artificielle de l'IA » et ne permette plus de qualifier les IA de « créatives », une qualité qu'il convient selon lui de réserver aux humains. Pour cela, en citant R.J Sternberg qui en 2000 postulait que « la créativité est une décision », il propose d'ajouter deux notions (authenticité et intentionnalité) aux critères et dimensions-clés de sa définition précédente (2012) qui étaient surprise et valeur.

Runco estime que la question de savoir si l'IA est créative ou non n'a pas de sens. Il pense que l'IA ne peut faire preuve que d'une « créativité artificielle » (ou « pseudocréativité ») ; ses réponses sont un résultat qu'on peut qualifier de création, mais qu'on attribue selon lui — de manière erronée — à un processus de créativité ; Selon Runco : « les réponses (de l'IA) en disent peu sur le processus sous-jacent (…) ; les critiques formulées précédemment à l'encontre de l'idée selon laquelle une reconnaissance sociale des produits (de la créativité) est requise s'appliquent aussi aux productions de l'IA (…). Plusieurs exemples de produits et d'actions manifestes ont été attribués à tort à la créativité (…). Ce qu'ils révèlent le plus est l'émergence ostensible d'une machine. La conclusion est qu'il n'y a aucun sens à parler d'« IA créative ». Une alternative est d'étendre le concept d'« intelligence artificielle » à la créativité (…). La créativité artificielle peut être originale et efficace, mais il lui manque plusieurs choses qui caractérisent la créativité humaine. Ainsi, il est peut-être plus juste de reconnaître que la sortie de l'IA est une sorte de pseudo-créativité. »
- Une phase amont préalable et importante de la créativité « authentique » (c'est-à-dire humaine) et consciente est la motivation (à apprendre, à créer) et une certaine capacité à conceptualiser un problème, une question à résoudre. L'IA des LLM n'a pas d'« intention de créativité » ; il faut quelqu'un pour activer une IAg ou un algorithme génératif, via une demande (le prompt) pour que sa « créativité » s'exprime. Selon Pier-Luc de Chantal en 2024, ce manque la différencie de la créativité humaine. Néanmoins la part humaine de la créativité qui s'exprime dans le rêve n'a pas non plus d' « intention de créativité ».

- Concernant les phases centrales et aval du processus créatif de l'IA (c'est-à-dire le temps du processus de génération du résultat final), les IA mises sur le marché excellent souvent dans la partie centrale et aval du processus, mais elles ne sont pas du tout (ou pas encore) autonomes dans la partie amont du processus de créativité. Plusieurs études récentes en psychologie concluent que l'on peut désormais dire que l'IAg (IA générative) est effectivement créative, et/ou qu'elle peut produire une aide à la créativité, en ce sens qu'elle peut déjà produire des œuvres plus originales et plus « créatives » que l'être humain moyen, au moins dans certains exercices classiques étudiés par les scientifiques, et dans plusieurs domaines, par exemple :
  - dans les réponses à des tests standardisés de créativité : ChatGPT 4.0 répond plus créativement que 99 % des humains à plusieurs exercices de la batterie de tests de créativité de Torrance (test le plus utilisé pour évaluer la pensée créative). Les résultats de cette étude ont été répliqués par des équipes scientifiques en Europe[70] et aux Etats-Unis[71].
  - dans le domaine du langage : dans un exercice dit de « pensée divergente » où l'on a demandé à près de 8000 personnes de produire une liste aussi longue que possible de mots différents les uns des autres, ChatGPT 4.0 se montre bien plus efficace que l'humain[72].
  - dans le domaine de l'image : l'IA peut depuis plusieurs années remporter des concours d'art qui récompensent notamment la créativité de l'« auteur » de l'œuvre[73] et des IAg comme DALL-E ou Midjourney produisent systématiquement des variantes différentes d'images en réponse à un même prompt, même répété des dizaines de fois.
  - dans le domaine du jeu : l'IA s'est déjà montrée capable de trouver des solutions auxquelles des humains n'avaient pas pensé[74].